# Оксфорд (Пенсільванія)
Оксфорд (англ. Oxford) — місто (англ. borough) в США, в окрузі Честер штату Пенсільванія. Населення — 5736 осіб (2020).

## Географія
Оксфорд розташований за координатами 39°47′8″ пн. ш. 75°58′47″ зх. д. / 39.78556° пн. ш. 75.97972° зх. д. (39.785561, -75.979652).  За даними Бюро перепису населення США в 2010 році місто мало площу 5,10 км², з яких 5,09 км² — суходіл та 0,01 км² — водойми.

## Демографія
Згідно з переписом 2010 року, у селищі мешкало 5077 осіб у 1831 домогосподарстві у складі 1193 родин. Густота населення становила 996 осіб/км².  Було 1980 помешкань (388/км²).
Расовий склад населення:
| - 70,8 % — білих - 9,0 % — чорних або афроамериканців - 0,8 % — азіатів - 0,4 % — корінних американців - 0,1 % — вихідців з тихоокеанських островів - 14,9 % — осіб інших рас |

До двох чи більше рас належало 4,0 %. Частка іспаномовних становила 28,8 % від усіх жителів.
За віковим діапазоном населення розподілялося таким чином: 28,4 % — особи молодші 18 років, 56,6 % — особи у віці 18—64 років, 15,0 % — особи у віці 65 років та старші. Медіана віку мешканця становила 33,7 року. На 100 осіб жіночої статі у селищі припадало 92,2 чоловіків;  на 100 жінок у віці від 18 років та старших — 89,4 чоловіків також старших 18 років.
Середній дохід на одне домашнє господарство  становив 56 413 долари США (медіана — 47 518), а середній дохід на одну сім'ю — 61 025 доларів (медіана — 49 704). Медіана доходів становила 45 833 долари для чоловіків та 35 526 доларів для жінок. За межею бідності перебувало 27,4 % осіб, у тому числі 45,9 % дітей у віці до 18 років та 19,8 % осіб у віці 65 років та старших.
Цивільне працевлаштоване населення становило 2022 особи. Основні галузі зайнятості: освіта, охорона здоров'я та соціальна допомога — 27,4 %, науковці, спеціалісти, менеджери — 11,7 %, виробництво — 10,1 %, роздрібна торгівля — 8,9 %.